# جاك برادلي (لاعب كرة قاعدة)
جاك برادلي (بالإنجليزية: Jack Bradley)‏ هو لاعب كرة قاعدة أمريكي، ولد في 20 سبتمبر 1893 في دنفر في الولايات المتحدة، وتوفي في 18 مارس 1969 في تلسا في الولايات المتحدة.

## وصلات خارجية
- جاك برادلي على موقعبيزبول رفرنس.كوم (الدوري الرئيسي) (الإنجليزية)
- جاك برادلي على موقعبيزبول رفرنس.كوم (الدوري الثانوي) (الإنجليزية)